# Руњићи
Руњићи је насељено место у Босни и Херцеговини у општини Травник. Административно припада Федерацији Босне и Херцеговине, односно њеном Средњобосанском кантону. Према попису становништва из 2013. у насељу је било 166 становника, а већинску популацију чинили су Хрвати и Бошњаци.

## Становништво
По последњем службеном попису становништва из 2013. године у овом насељу живело је 166 становника, а село је било етнички хетерогено са мешовитом хрватско-бошњачком популацијом.
| Националност | 2013. | 1991.        | 1981.        | 1971.        |
| Бошњаци      | —     | 141 (45,78%) | 174 (45,79%) | 445 (66,92%) |
| Хрвати       | —     | 157 (50,97%) | 205 (53,95%) | 210 (31,58%) |
| Срби         | —     | 0            | 0            | 1 (0,15%)    |
| Југословени  | —     | 0            | 0            | 1 (0,15%)    |
| Албанци      | —     | 0            | 0            | 6 (0,90%)    |
| остали       | —     | 10 (3,25%)   | 1 (0,26%)    | 2 (0,30%)    |
| Укупно       | 166   | 308          | 380          | 665          |